# Wynohradne (Bolhrad)
Wynohradne (ukrainisch Виноградне, russisch Виноградное Winogradnoje, rumänisch Hasan-Batâr, bulgarisch Хасан Батър Chassan Batar) ist ein Dorf in der ukrainischen Oblast Odessa mit etwa 1500 Einwohnern (2024).

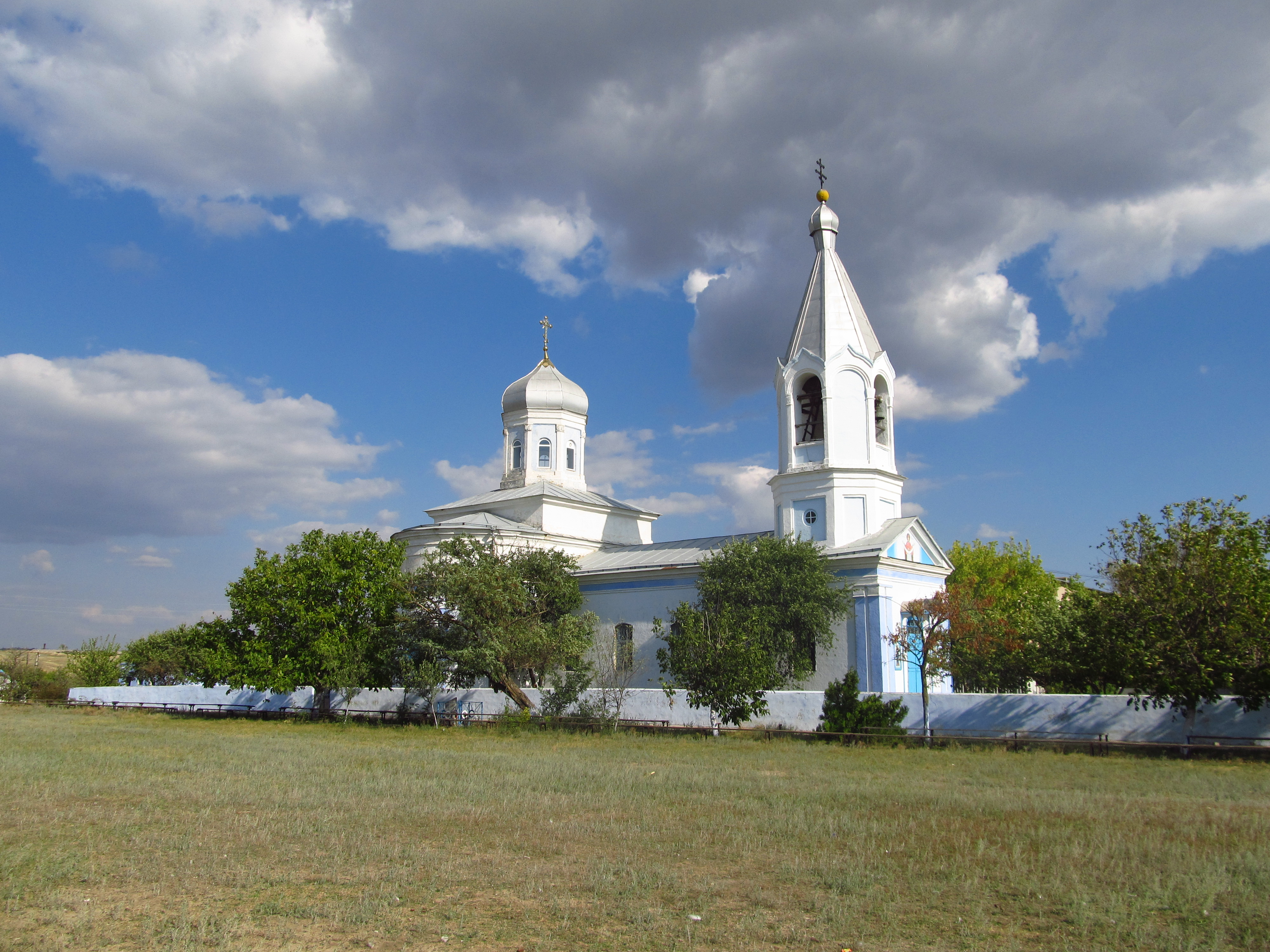
Kirche im Dorf

Wynohradne liegt am Ufer des Malyj Katlabuh (Малий Катлабуг), einem 43 km langen, linken Nebenfluss des Welykyj Katlabuh (Великий Катлабуг), 39 km nordöstlich vom Rajonzentrum Bolhrad und 180 km südwestlich vom Oblastzentrum Odessa. Durch das Dorf verläuft die Territorialstraße T–16–08.
Am 14. November 1945 erhielt die Ortschaft, welche bis dahin den ukrainischen Namen Hassan-Batyr (Гасан-Батир) trug, ihren heutigen Namen.

## Geschichte
Das 1830 von Donau-Bulgaren in der historischen Landschaft des Budschak als Hassan Batъr gegründete Dorf (eine weitere Quelle nennt als Gründungsjahr 1821) lag zur Zeit seiner Entstehung im Süden Bessarabiens im Gouvernement Bessarabien innerhalb des Russischen Kaiserreichs. In den Wirren der Oktoberrevolution ging Bessarabien Russland verloren, erklärte sich 1917 zur Demokratischen Moldauischen Republik und schloss sich im gleichen Jahr freiwillig dem Königreich Rumänien an. Nach der Okkupation Bessarabiens 1940 durch die Sowjetunion lag das Dorf im Rajon Bolhrad der Oblast Akkerman (ab dem 7. August 1940 Oblast Ismajil) in der Ukrainischen SSR. Zu Beginn des Deutsch-Sowjetischen Krieges kam Wynohradne 1941 erneut an Rumänien. Nachdem die Rote Armee Bessarabien 1944 zurückerobert hatte, lag das Dorf erneut in der ukrainischen Oblast Ismajil, die 1954 in der Oblast Odessa aufging. 1991 wurde die Ortschaft Teil der unabhängigen Ukraine.

## Verwaltungsgliederung
Am 12. Juni 2020 wurde das Dorf ein Teil der Landgemeinde Kubej; bis dahin bildete es die Landratsgemeinde Wynohradne (Виноградненська сільська рада/Wynohradnenska silska rada) im Osten des Rajons Bolhrad.